# 東京都道・埼玉県道53号青梅秩父線

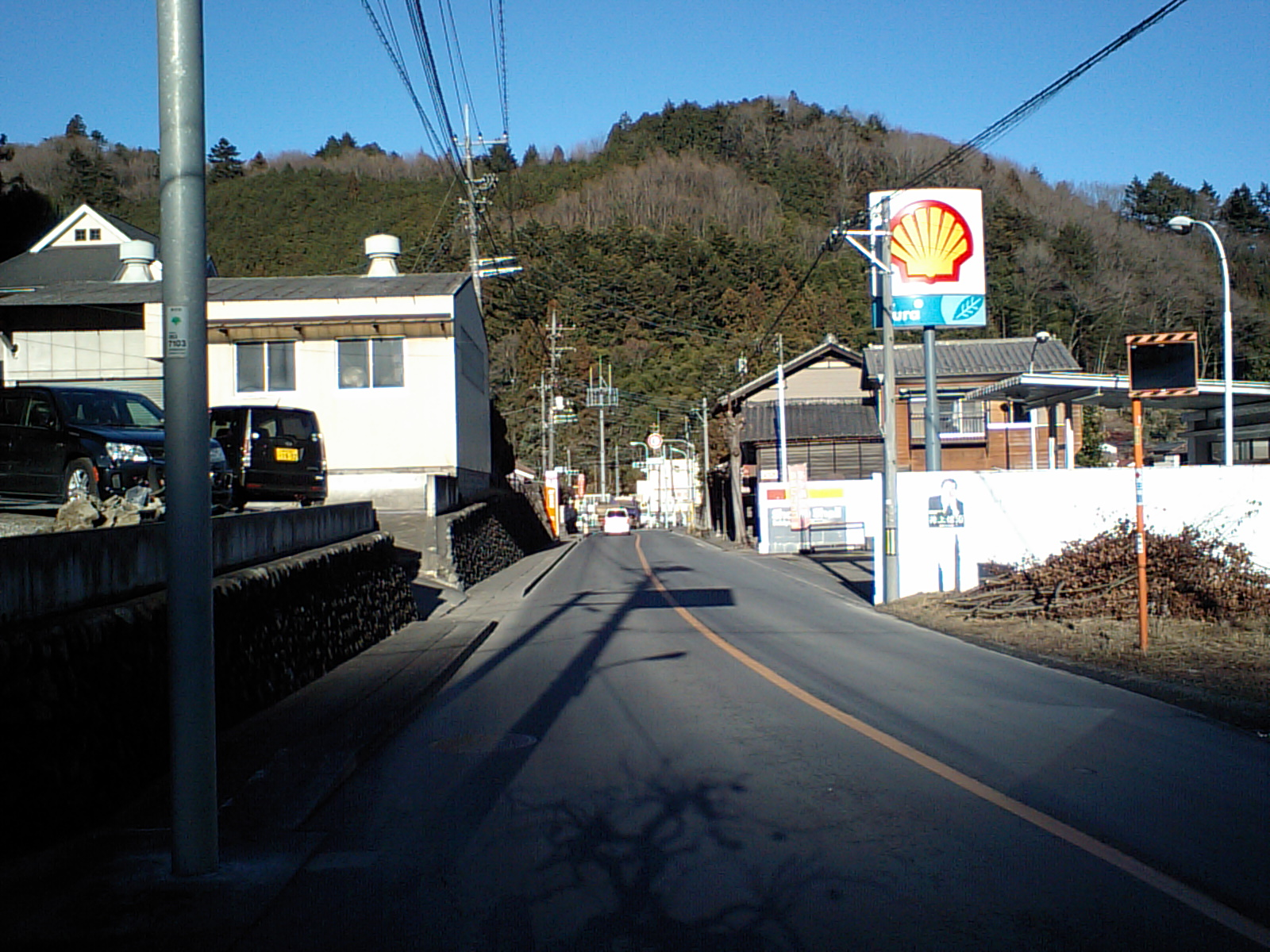
東京都青梅市成木付近

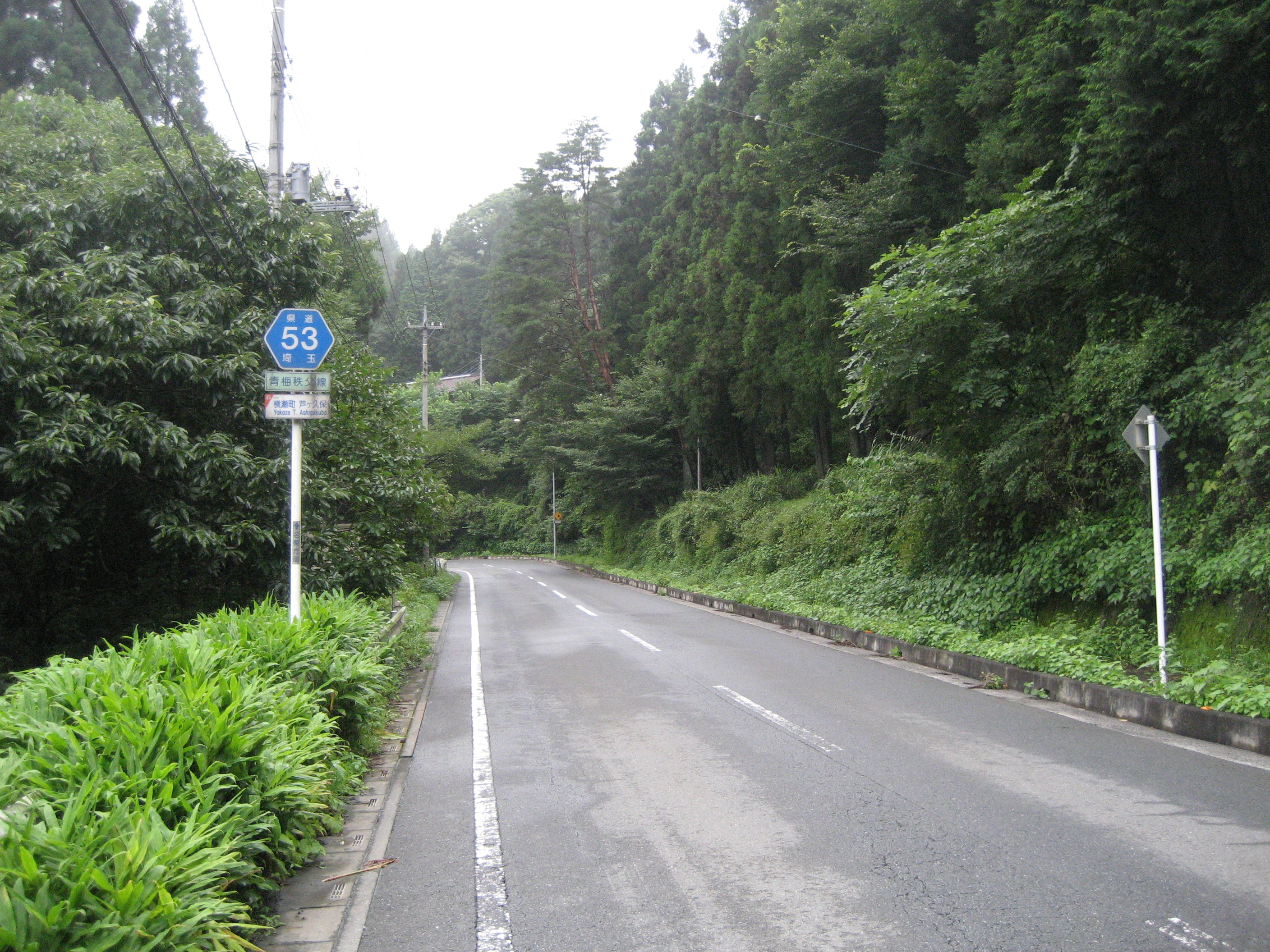
埼玉県秩父郡横瀬町芦ヶ久保付近

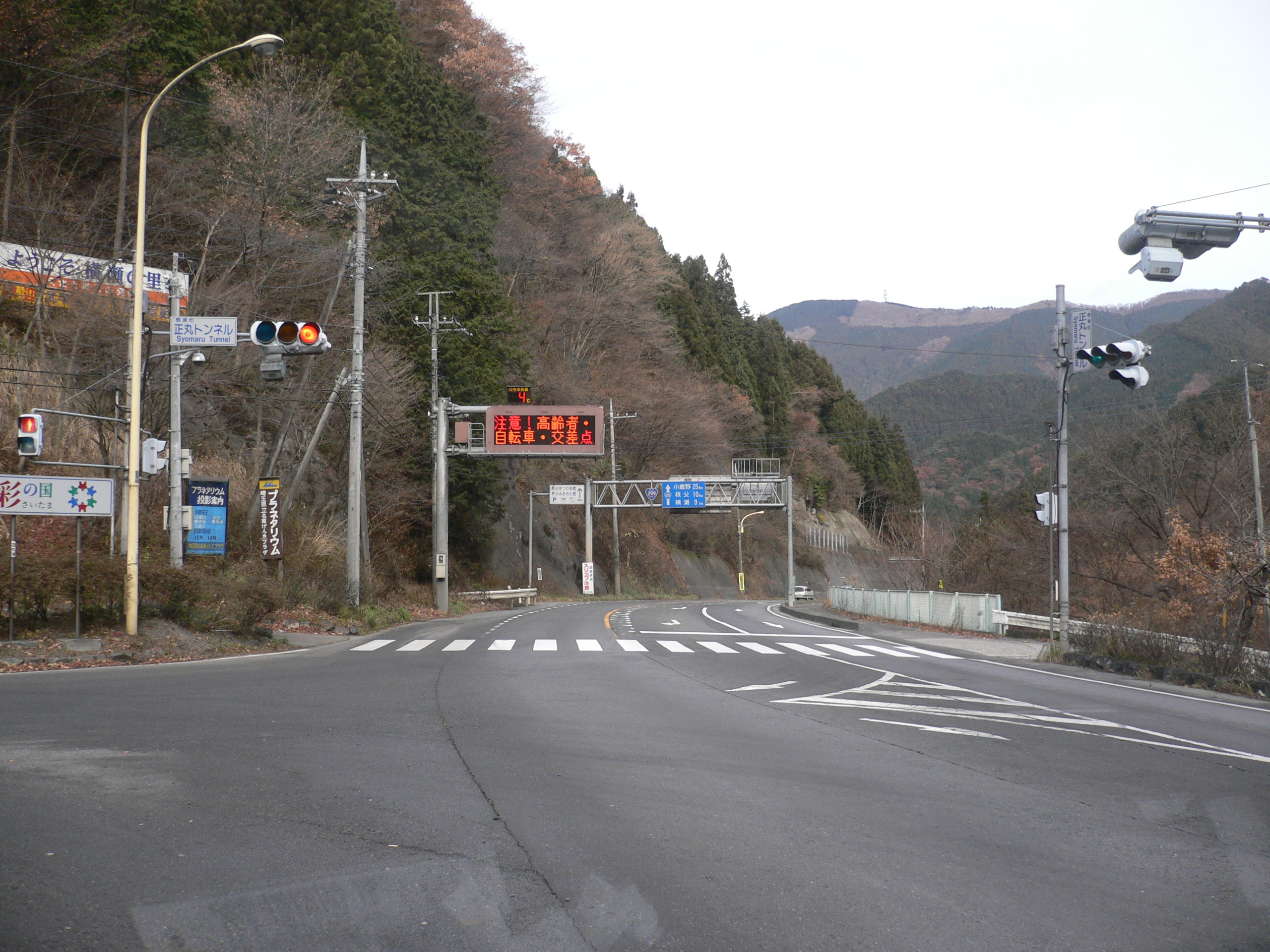
埼玉県秩父郡横瀬町 正丸トンネル交差点

東京都道・埼玉県道53号青梅秩父線（とうきょうとどう・さいたまけんどう53ごう おうめちちぶせん）は、東京都青梅市と埼玉県秩父市を結ぶ主要地方道である。

## 概要
- 起点：東京都青梅市上町 国道411号交点（青梅坂下交差点）
- 終点：埼玉県秩父市上野町 国道140号交点（上野町交差点）
- 路線延長：35.922km（国道299号重複区間は含まない）

## 沿道状況
青梅市中心部西端の青梅街道から始まる。途中には吹上トンネルがあり、都営バスとダンプカーが多く、日中は流れが悪いこともある。飯能市名栗地域に入ると、道幅が狭くなるものの、国際興業バスの路線があり、時より流れが悪い。さらに秩父方面へと進むと、正丸峠への分岐、横瀬町内で国道299号と合流する。芦ヶ久保駅前を経て、秩父市上野町で終点となる。

## 路線状況

### 通称
- 小曾木街道（青梅坂下交差点 - 黒沢二丁目交差点）
- 成木街道（黒沢二丁目交差点 - 東京都・埼玉県境）

### 重複区間
- 埼玉県道・東京都道193号下畑軍畑線 東京都青梅市成木八丁目（坂下橋交差点） - 同五丁目（成木五丁目交差点）
- 国道299号 埼玉県秩父郡横瀬町大字芦ヶ久保（正丸トンネル交差点） - 終点
※1982年（昭和57年）3月に正丸トンネルが開通する前は、正丸峠入口分岐（交差点名称無し）から終点までが重複区間だった。
- 埼玉県道11号熊谷小川秩父線 埼玉県秩父郡横瀬町大字横瀬（坂氷交差点） - 終点

### トンネル
- 青梅坂トンネル（青梅市）延長 127m、1977年（昭和52年）竣工
- 新吹上トンネル（青梅市）延長 604m、1989年（平成元年）竣工
- 滝成トンネル（青梅市）延長 142m、2006年（平成18年）3月竣工。2007年（平成19年）2月24日開通
  - 大きくカーブする難所で、冬季には山陰の影響で路面凍結する事が多く事故が起こりやすかった区間であったが、1993年度（平成5年度）から都による道路交通の安全性と円滑化の確保のために周辺と滝成トンネルの道路整備が行われ2007年（平成19年）2月24日に開通した。名板には地元の小・中学生が書いたものが採用されている。
- 小沢トンネル（青梅市・飯能市）延長 475m、1972年（昭和46年）竣工。1974年（昭和49年）6月開通。小沢峠を越える。

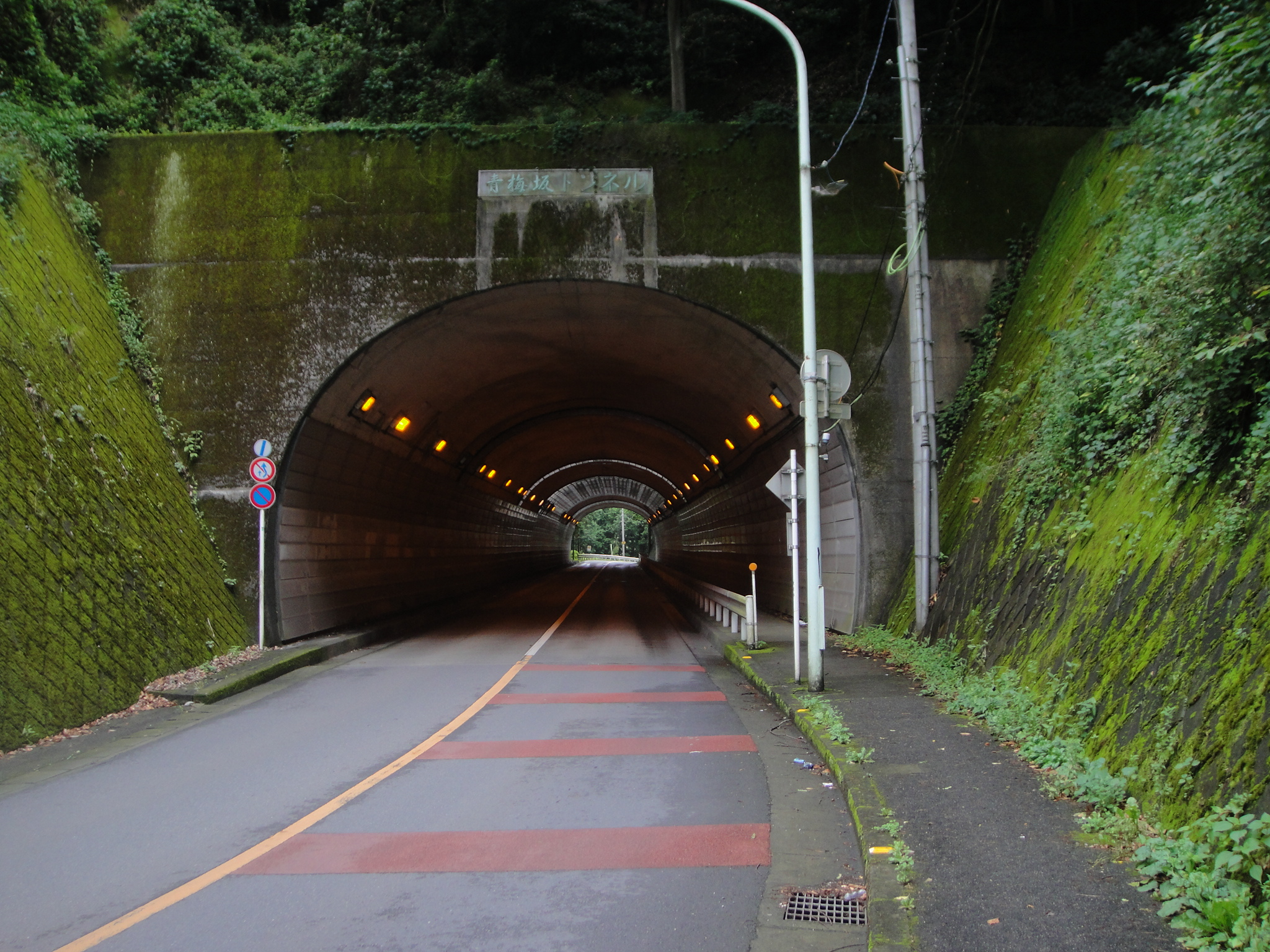
青梅坂トンネル（起点側）
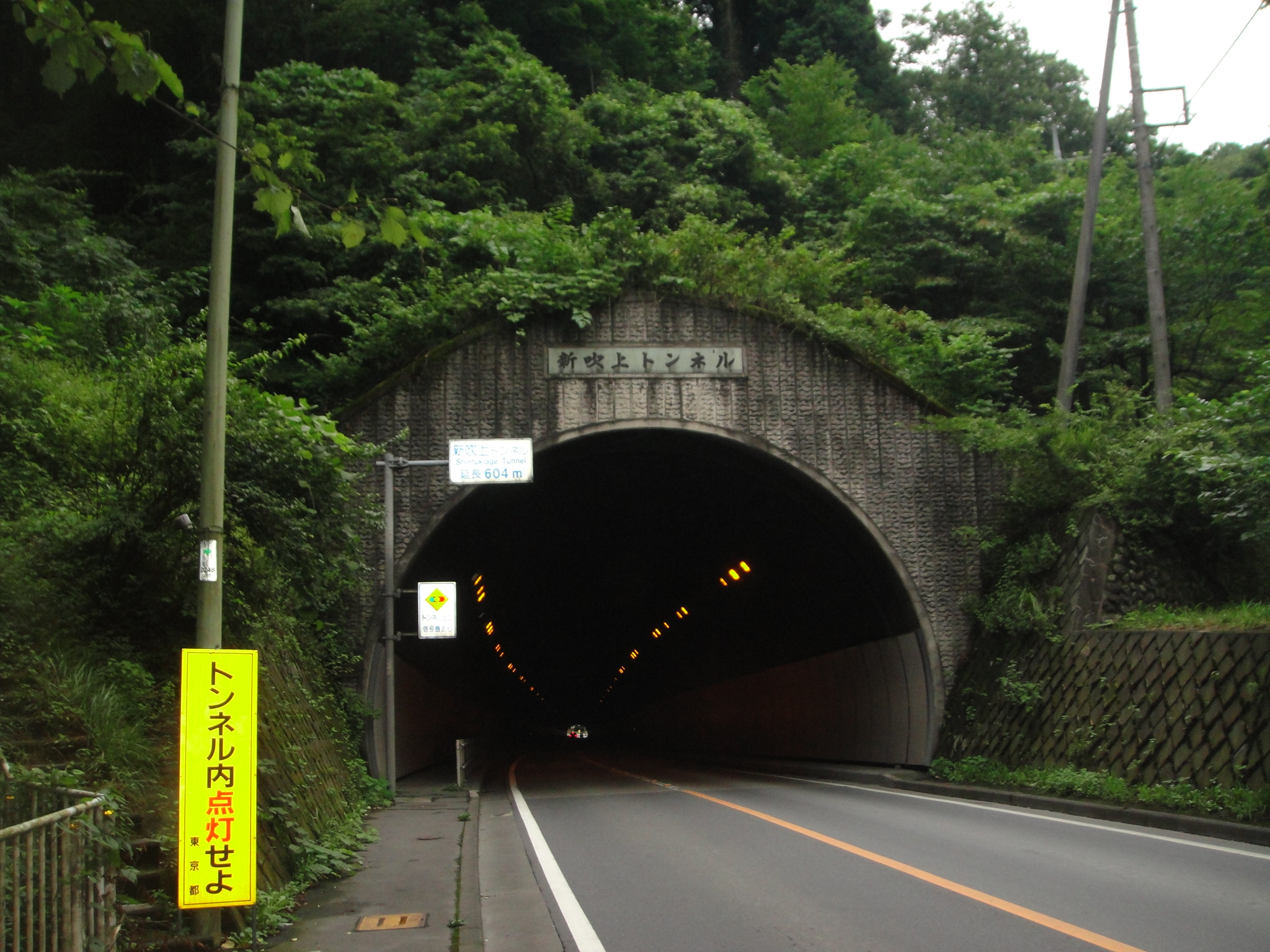
新吹上トンネル（起点側）
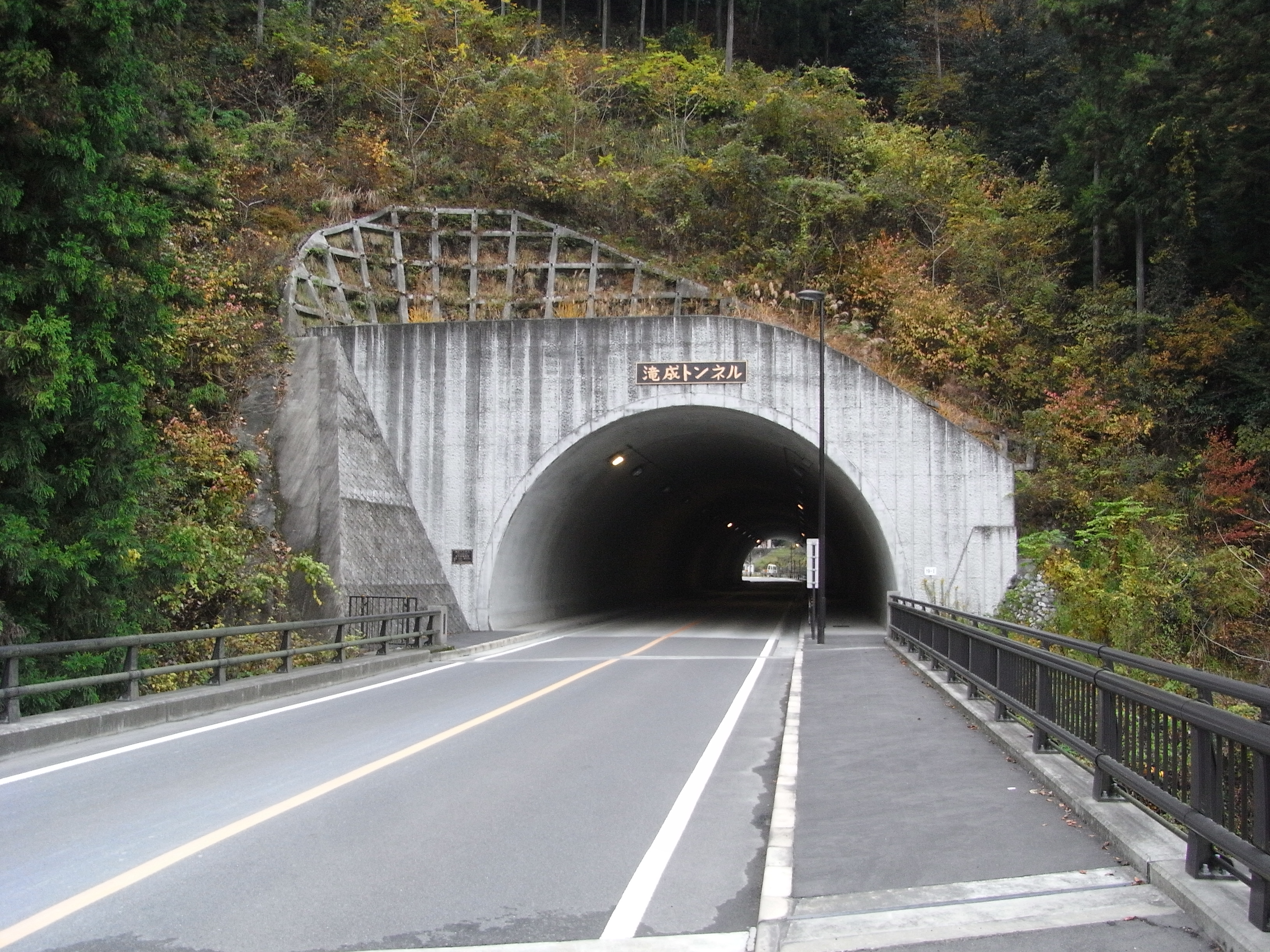
滝成トンネル（起点側）。施工は戸田建設と岩浪建設によるJV。
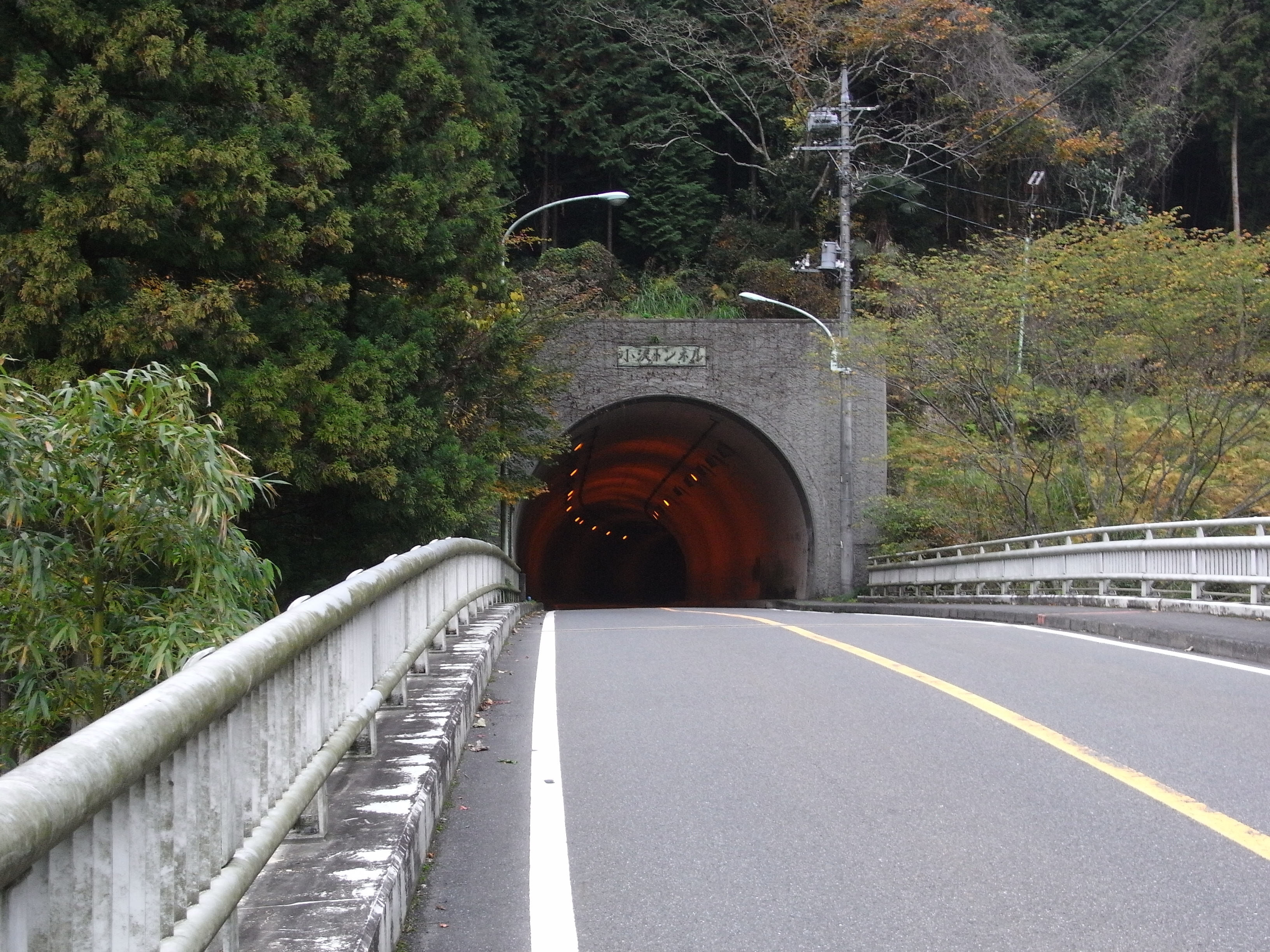
小沢トンネル（起点側）。東京側、埼玉側共にトンネル直前まで急な坂が続く。
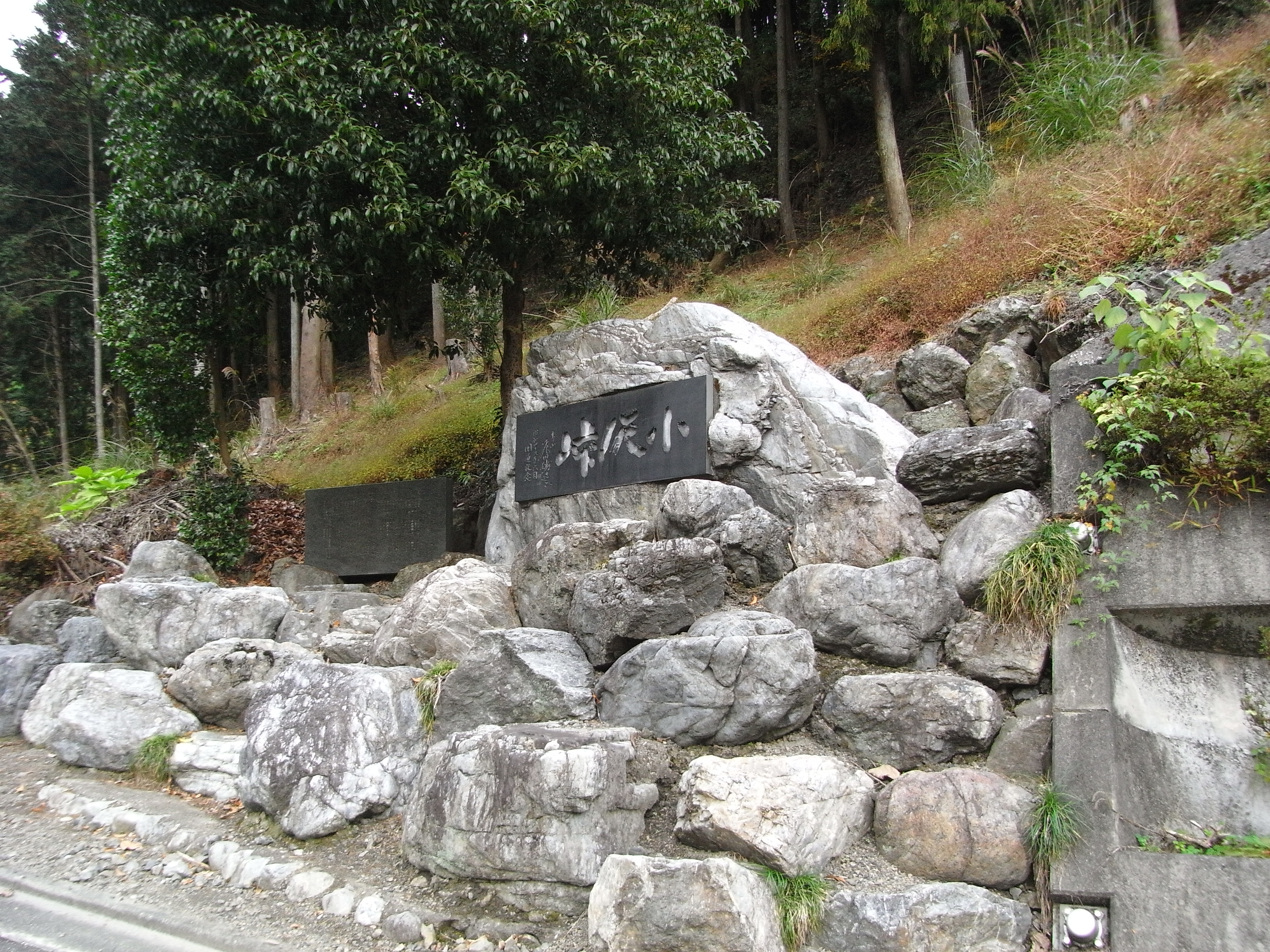
小沢トンネルの開通を記念して建てられた峠の石碑が起点側入口の手前にある。

## 地理
青梅市市街地から北部の成木地区、飯能市の名栗地区を抜け、横瀬町まで複数の峠を越える。飯能市と横瀬町の間にある山伏峠は狭いつづら折れもあるため大型牽引車の通行は不可能である。

### 通過する自治体
- 東京都
  - 青梅市
- 埼玉県
  - 飯能市
  - 秩父郡横瀬町
  - 秩父市

### 交差する道路
| 交差する道路                                     | 交差する道路                                     | 交差点名     | 所在地 | 所在地 |
| ------------------------------------------------ | ------------------------------------------------ | ------------ | ------ | ------ |
| 国道411号（青梅街道）                            | 国道411号（青梅街道）                            | 青梅坂       | 東京都 | 青梅市 |
| （成木街道）東京都道28号青梅飯能線（小曾木街道） | （成木街道）東京都道28号青梅飯能線（小曾木街道） | 黒沢二丁目   | 東京都 | 青梅市 |
| 東京都道193号下畑軍畑線                          | 本線                                             | 成木八丁目   | 東京都 | 青梅市 |
| 本線                                             | 東京都道193号下畑軍畑線                          | 成木五丁目   | 東京都 | 青梅市 |
|                                                  | 埼玉県道70号飯能下名栗線（名栗街道）             |              | 埼玉県 | 飯能市 |
|                                                  | 埼玉県道395号南川上名栗線                        |              | 埼玉県 | 飯能市 |
| 埼玉県道73号秩父上名栗線                         |                                                  |              | 埼玉県 | 飯能市 |
| 国道299号                                        | 国道299号                                        | 正丸トンネル | 埼玉県 | 横瀬町 |
|                                                  | 埼玉県道11号熊谷小川秩父線                       | 坂氷         | 埼玉県 | 横瀬町 |
| 国道140号                                        | 国道140号                                        | 上野町       | 埼玉県 | 秩父市 |

### 沿道の主な施設
| 施設                                   | 所在地 |
| -------------------------------------- | ------ |
| 成木郵便局                             | 東京都 |
| 青梅警察署西成木駐在所                 | 東京都 |
| 名栗温泉                               | 埼玉県 |
| 名栗郵便局                             | 埼玉県 |
| さわらびの湯                           | 埼玉県 |
| 有間ダム（名栗湖）                     | 埼玉県 |
| 埼玉西部消防組合飯能日高消防署名栗分署 | 埼玉県 |
| 飯能市役所名栗庁舎                     | 埼玉県 |
| 飯能市国民健康保険名栗診療所           | 埼玉県 |
| 飯能警察署名栗駐在所                   | 埼玉県 |
| 飯能市立名栗小学校                     | 埼玉県 |
| 飯能市立名栗中学校                     | 埼玉県 |
| 国際興業バス名栗車庫                   | 埼玉県 |
| 埼玉県立名栗げんきプラザ               | 埼玉県 |
| 正丸峠                                 | 埼玉県 |